# Geoffrey Blake
Geoffrey Lewis Blake (sinh ngày 20 tháng 8 năm 1962) là một giáo viên dạy thể dục thẩm mỹ, diễn viên hài người Mỹ. Ông được biết đến với thái độ lập dị, cường điệu và tràn đầy năng lượng của mình.

## Tiểu sử
Blake sinh ra Geoffrey Lewis Blake trong Baltimore, Maryland trên 20 tháng 8 năm 1962.